# Masque Bété

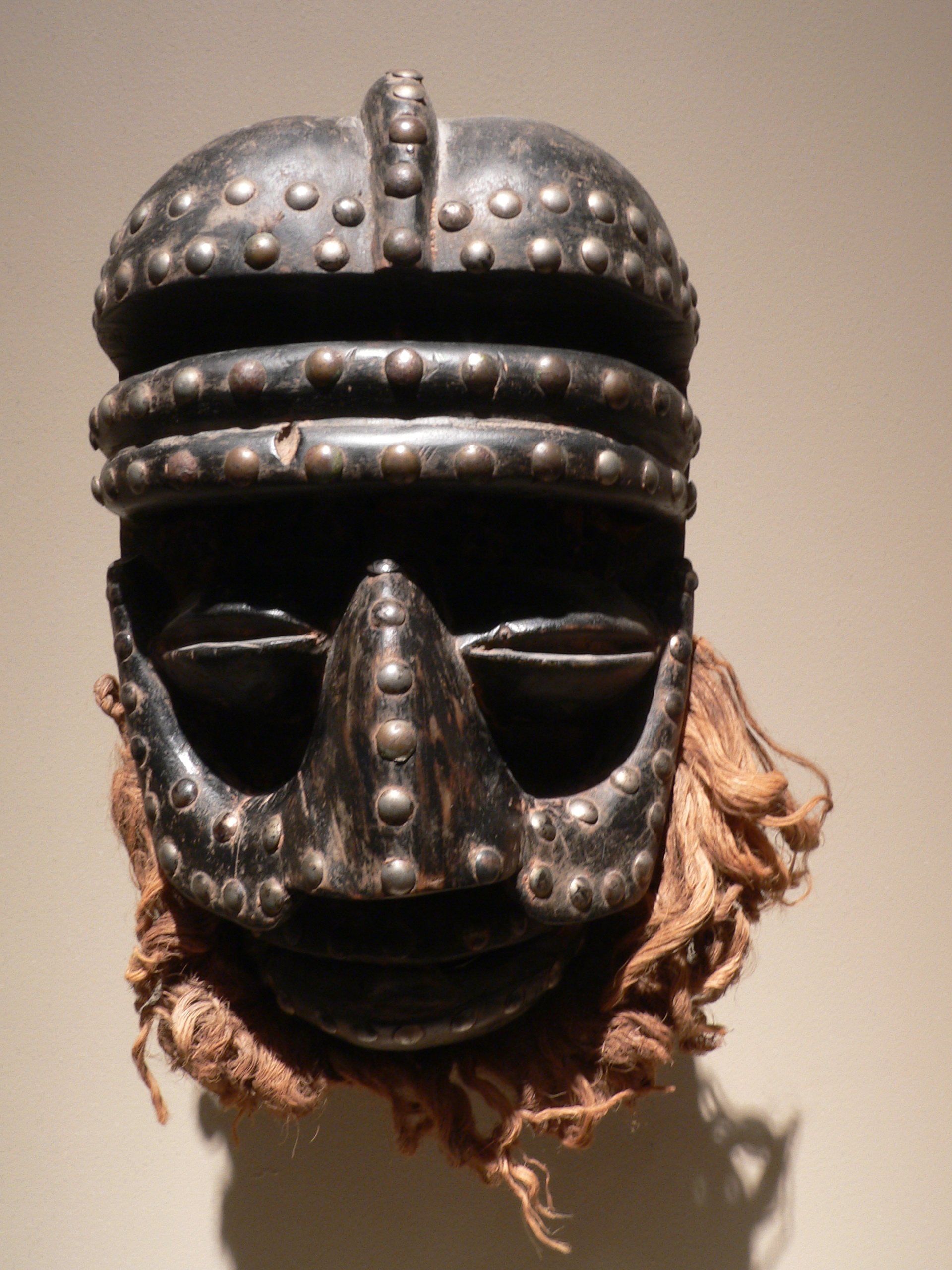
Masque Bété, XXe siècle

Le masque bété est une figure artistique et culturelle originaire du groupe ethnique bété de Côte d'Ivoire. Les Bétés font partie du groupe krou localisé au centre ouest du pays. Le territoire bété s'étend sur quatre départements : les départements de Daloa, Issia, Soubré et Gagnoa.

## L'origine
À l'origine, le masque, appelé grè en bété est une entité traditionnelle venue de l'ouest montagneux. Le glè vient du mot gla de l'ethnie Guéré. Il a subi des transformations tout au long de son parcours.

## L'adoption
Le grè, au pluriel grias, est le fruit d'un brassage culturel.

## La sortie du masque et son rôle dans la société bété
Les masques bétés sortent généralement lors des manifestations heureuses ou malheureuses. Comme il n'existe pas spécialement de fêtes traditionnelles, les masques sont sollicités lors des cérémonies de réjouissances ou lors des deuils. Les masques bétés sortent aussi pendant les jours de grand regroupement, surtout lors des jours de marches communautaires.